# Arbitres des finales de coupes françaises de football
 (janvier 2025).
Cette liste des arbitres ayant officié dans une finale de coupes françaises de football (Coupe de France de football, Coupe de France féminine de football, Coupe Drago, Coupe de la Ligue de football, Trophée des champions) permet de connaître les différents protagonistes, qui ont joué aussi un rôle dans les finales.

## Coupe de France (1918-)
Il est à noter que les arbitres ayant arbitré une finale sont français, sauf un qui est anglais, Jack Clough, invité par la FFF pour les 40 ans de cette compétition. Michel Vautrot est l'arbitre qui a le plus officié de finales, soit cinq (1979, 1982, 1983, 1984, 1987).
| - 1918 : Jacques Bataille - 1919 : Armand Thibaudeau - 1920 : Edmond Gérardin - 1921 : Marcel Slawick - 1922 : Edmond Gérardin (2) - 1923 : Gabriel Jandin - 1924 : Louis Fourgous - 1925 : Marcel Slawick (2) - 1926 : Georges Balvay - 1927 : Paul Quittemel - 1928 : Georges Balvay (2) - 1929 : Edmond Gérardin (3) - 1930 : Roger Conrié - 1931 : Georges Courbot - 1932 : Louis Raguin - 1933 : Roger Conrié (2) - 1934 : Jules Baert - 1935 : Lucien Leclercq - 1936 : Georges Capdeville - 1937 : Eugène Olive - 1938 : Charles Munsch - 1939 : Paul Marenco - 1940 : Charles de la Salle - 1941 : Léon Boes - 1942 : Georges Capdeville (2) - 1943 : Victor Sdez - 1944 : Charles Tibaldi - 1945 : Georges Capdeville (3) - 1946 : Pierre Virolle - 1947 : René Tranchon - 1948 : Léon Boes (2) - 1949 : Raymond Vincenti - 1950 : Marius Veyret - 1951 : Paul Olivia | - 1952 : Jacques Devillers - 1953 : Marcel Le Foll - 1954 : Edouard Harzic - 1955 : Louis Fauquemberghe - 1956 : Maurice Guigue - 1957 : Jack Clough - 1958 : Corentin Le Men - 1959 : Jean-Louis Groppi - 1960 : Marcel Lequesne - 1961 : Marcel Bois - 1962 : Joseph Barbéran - 1963 : Pierre Schwinte - 1964 : Henri Faucheux - 1965 : Michel Kitabdjian - 1966 : Jean Tricot - 1967 : Robert Lacoste - 1968 : Roger Barde - 1969 : Roger Machin - 1970 : Robert Héliès - 1971 : René Vigliani - 1972 : Robert Frauciel - 1973 : Robert Wurtz - 1974 : Achille Verbecke - 1975 : Robert Héliès (2) - 1976 : Robert Wurtz (2) - 1977 : Georges Konrath - 1978 : Achille Verbecke (2) - 1979 : Michel Vautrot - 1980 : Georges Konrath (2) - 1981 : Georges Konrath (3) - 1982 : Michel Vautrot (2) - 1983 : Michel Vautrot (3) - 1984 : Michel Vautrot (4) - 1985 : Gérard Biguet | - 1986 : Joël Quiniou - 1987 : Michel Vautrot (5) - 1988 : Claude Bouillet - 1989 : Joël Quiniou (2) - 1990 : Gérard Biguet (2) - 1991 : Joël Quiniou (3) - 1992 : Finale non disputée - 1993 : Rémi Harrel - 1994 : Marc Batta - 1995 : Philippe Leduc - 1996 : Bernard Saules - 1997 : Alain Sars - 1998 : Gilles Veissière - 1999 : Pascal Garibian - 2000 : Claude Colombo - 2001 : Laurent Duhamel - 2002 : Éric Poulat - 2003 : Bertrand Layec - 2004 : Stéphane Bré - 2005 : Bruno Derrien - 2006 : Laurent Duhamel (2) - 2007 : Éric Poulat (2) - 2008 : Philippe Kalt - 2009 : Thierry Auriac - 2010 : Lionel Jaffredo - 2011 : Clément Turpin - 2012 : Hervé Piccirillo - 2013 : Fredy Fautrel - 2014 : Tony Chapron - 2015 : Antony Gautier - 2016 : Clément Turpin (2) - 2017 : Benoît Bastien - 2018 : Mikaël Lesage - 2019 : Ruddy Buquet 00000 Clément Turpin (VAR) | - 2020 : Amaury Delerue 00000 François Letexier (VAR) - 2021 : François Letexier 00000 Willy Delajod (VAR) - 2022 : Stéphanie Frappart 00000 Jérémie Pignard (VAR) - 2023 : Benoît Millot 00000 Benoît Bastien (VAR) - 2024 : François Letexier (2) 00000 Bastien Dechepy (VAR) |

## Coupe de France féminine de football (2002-)
| - 2002 : Noëlle Robin - 2003 : Sabine Louiset - 2004 : Karine Vives Solana - 2005 : Sarah Girard - 2006 : Florence Guillemin - 2007 : Marylin Rémy - 2008 : Séverine Craipeau - 2009 : Noëlle Robin (2) - 2010 : Sabine Bonnin - 2011 : Stéphanie Frappart | - 2012 : Élodie Coppola - 2013 : Dorothée Ily - 2014 : Séverine Zinck - 2015 : Florence Guillemin (2) - 2016 : Jennifer Maubacq - 2017 : Solen Dallongeville - 2018 : Florence Guillemin (3) - 2019 : Maïka Vanderstichel - 2020 : Victoria Beyer - 2021 : Pas de finale | - 2022 : Savina Elbour - 2023 : Alexandra Collin - 2024 : Émeline Rochebilière |

## Coupe Charles Drago (1953-1965)
| - 1953 : Maurice Bondon - 1954 : Joseph Bureloux - 1955 : Gabriel Tordjmann - 1956 : Marcel Lequesne - 1957 : Jacques Devillers - 1958 : Jacques Devillers (2) - 1959 : Maurice Bondon (2) | - 1960 : Louis Fauquemberghe - 1961 : Jacques Devillers (3) - 1962 : Émile Maillereau - 1963 : Maurice Bondon (3) - 1964 : André Petit - 1965 : André Petit (2) |

## Coupe de la Ligue (1995-2020)
| - 1995 : Marcel Lainé - 1996 : Marc Batta - 1997 : Philippe Leduc - 1998 : Rémi Harrel - 1999 : Claude Colombo - 2000 : Eric Poulat - 2001 : Stéphane Bré - 2002 : Alain Sars - 2003 : Damien Ledentu - 2004 : Pascal Garibian - 2005 : Gilles Veissière - 2006 : Bertrand Layec - 2007 : Hervé Piccirillo - 2008 : Laurent Duhamel | - 2009 : Fredy Fautrel - 2010 : Stéphane Lannoy - 2011 : Antony Gautier - 2012 : Stéphane Lannoy (2) - 2013 : Ruddy Buquet - 2014 : Stéphane Lannoy (3) - 2015 : Benoît Bastien - 2016 : Ruddy Buquet (2) - 2017 : Frank Schneider - 2018 : Clément Turpin - 2019 : Benoît Millot 00000 Jérôme Brisard (VAR) - 2020 : Jérôme Brisard 00000 Mikaël Lesage (VAR) |

## Challenge des Champions (1955-1986)
| - 1955 : Paul Tirant - 1956 : Maurice Bondon - 1957 : René Becret - 1958 : Maurice Guigue - 1959 : Edouard Harzic - 1960 : Marcel Bois - 1961 : Joseph Barbéran - 1962 : Jacques Lamour - 1965 : Paul Leclerc - 1966 : Jacques Lamour (2) | - 1967 : Roger Barde - 1968 : Guy Carite - 1969 : André Petit - 1970 : Michel Kitabdjian - 1971 : Gabriel Besory - 1972 : Georges Ulhen - 1973 : Bagos - 1985 : Joël Quiniou - 1986 : Alain Delmer |

## Trophée des champions (1995-)
En mai 2009, la Ligue de football professionnel décida que les matchs se dérouleraient à l'étranger, les arbitres depuis cette date sont généralement de la nationalité du pays d'accueil (excepté les éditions 2014, 2018 et 2019).
| - 1995 : Didier Pauchard - 1997 : Jean-Claude Puyalt - 1998 : Gilles Chéron - 1999 : Stéphane Bré - 2000 : Stéphane Moulin - 2001 : Alain Sars - 2002 : Bruno Coué - 2003 : Laurent Duhamel - 2004 : Gilles Veissière - 2005 : Pascal Vileo - 2006 : Bertrand Layec puis Jérôme Auroux (à la mi-temps) - 2007 : Sandryk Biton - 2008 : Bertrand Layec (2) | - 2009 : Steven Depiero - 2010 : Aouaz Trabelsi - 2011 : Bouchaïb El Ahrach - 2012 : Jorge Gonzalez - 2013 : Jérôme Efong Nzolo - 2014 : Clément Turpin - 2015 : Mathieu Bourdeau - 2016 : Alexander Harkam - 2017 : Noureddine El Jaafari - 2018 : Ruddy Buquet - 2019 : Benoît Bastien - 2020 : Ruddy Buquet (2) 00000 Willy Delajod (VAR) | - 2021 : Yigal Frid 00000 David Fuxman (VAR) - 2022 : Orel Grinfeld 00000 Roi Reinshreiber (VAR) - 2023 : Hakim Ben El Hadj 00000 Benoît Millot (VAR) - 2024 : Willy Delajod 00000 Hamid Guenaoui (VAR) |